# Conidi

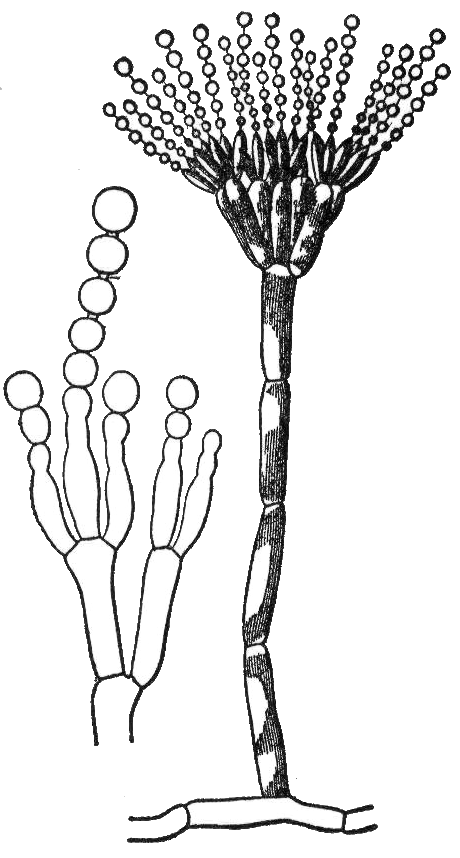
Conidi di Penicillium sp. portati sui conidiofori

I conidi o conidia sono spore fungine non motili prodotte per conidiogenesi e utilizzate per la riproduzione asessuale; sono chiamate anche mitospore. Il nome deriva dalla parola greca κόνις, kónis, che significa polvere. Sono spore esogene, spesso formate all'estremità di ife di supporto, denominate conidiofori
Sono generalmente prodotti da funghi appartenenti alle divisioni degli Ascomiceti e dei Basidiomiceti, e rappresentano, insieme alle sporangiospore (tipiche degli Zigomiceti e dei Chitridiomiceti), i due principali tipi di spore asessuate prodotte dai funghi.
I conidi possono essere suddivisi in due categorie principali in base alla modalità con cui essi vengono prodotti (conidiogenesi):
- Conidi tallici: si originano dalla formazione dei setti nell'ifa, con conseguente formazione dei compartimenti all'interno dei quali vengono prodotti i conidi (es. Geotrichum sp.);
- Conidi blastici: si formano in seguito a un processo di rigonfiamento simile alla gemmazione dei lieviti, formando delle catenelle e disperdendosi una volta raggiunta la maturità (es. Neurospora crassa);

Negli Ascomiceti i conidi sono portati sui conidiofori che possono essere singoli o semplici (es. Penicillium), raggruppati in strutture ifali complesse come gli sporodochi (es. Fusarium), o portati all'interno di picnidi (es. Colletotrichum) o acervoli (es. Septoria).

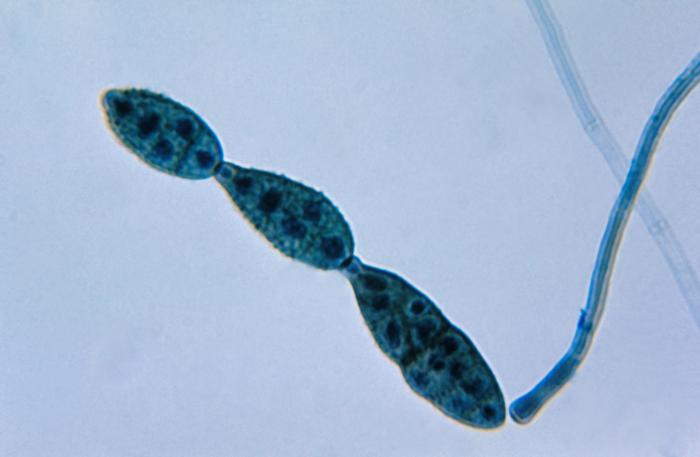
Catena di conidi di Alternaria